# 사발 제트기

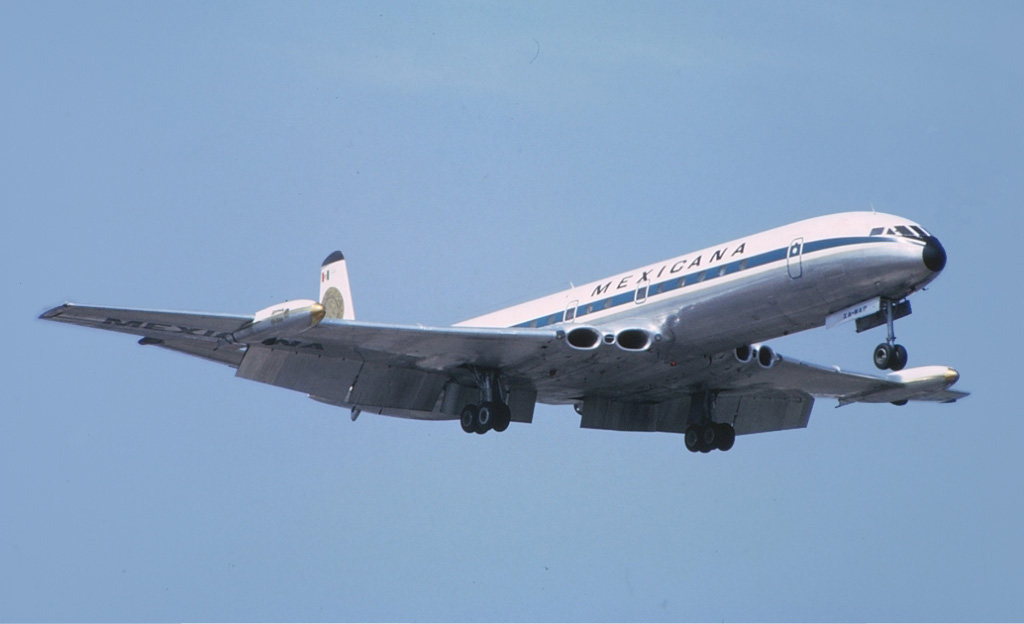
더 해빌런드 DH.106 코멧은 사발 제트기를 사용한 최초의 상업용 제트 여객기이다.

사발 제트기 또는 쿼드제트(quadjet)는 4개의 엔진으로 구동되는 제트기이다. 4개의 엔진이 있으면 출력이 향상되어 항공기를 여객기, 화물기, 군용기로 사용할 수 있다. 최초의 특수 목적 제트 여객기 중 다수에는 4개의 엔진이 있었는데, 그중에는 세계 최초의 상업용 제트 여객기인 더 해빌런드 코멧이 있다. 도입 후 수십 년 동안 신뢰성이 높아짐에 따라 우회 공항에서 더 멀리 비행할 수 있는 쌍발 제트기의 승인과 연료 효율성에 대한 강조 증가 등 다양한 요인으로 인해 그 사용이 점차 감소했다.

## 현재 생상 중인 타입

### 여객기
- 일류신 Il-96

### 군용기
- 일류신 Il-76
- 가와사키 P-1
- 시안 Y-20